# ویلیام هرالد

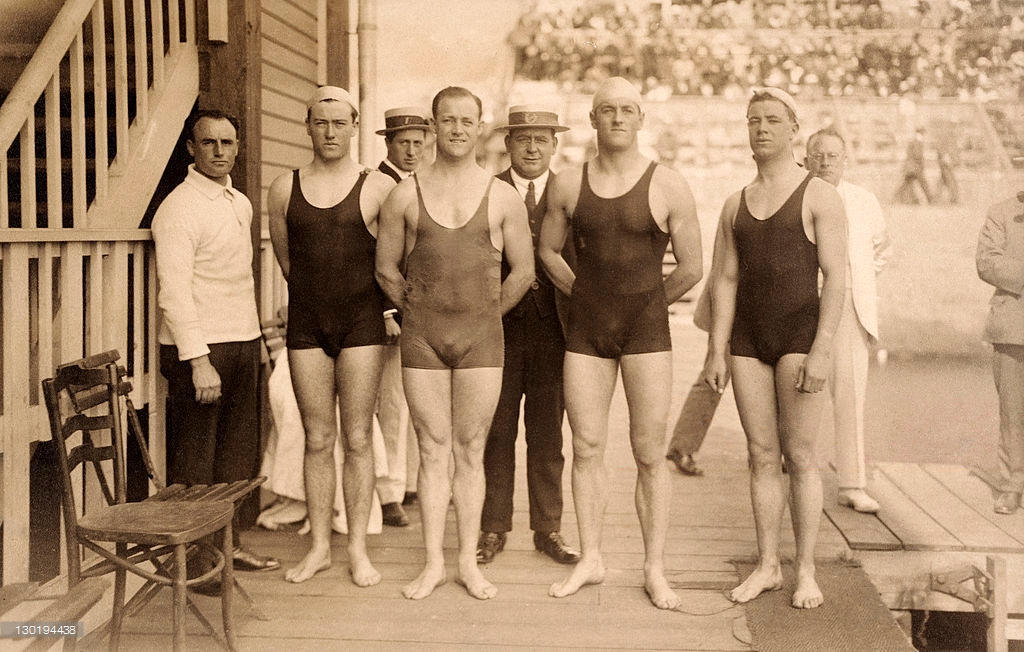
برنده مدال نقره تیم امدادی سبک آزاد ۴ در ۲۰۰ متر از استرالیا در بازی‌های المپیک آنتورپ، حدوداً اوت ۱۹۲۰. از چپ به راست: فرانک بیورپایر، ویلیام هرالد، ایوان استدمن و کیت کرلند.

ویلیام هرالد (انگلیسی: William Herald; ۲۸ آوریل ۱۹۰۰ – ۱۳ فوریهٔ ۱۹۷۶) شناگر اهل استرالیا بود.
وی در مسابقات کشوری و بین‌المللی در مجموع برندهٔ ۱ مدال نقره شده‌است.